# IC 1959
IC 1959 ist eine Balken-Spiralgalaxie vom Hubble-Typ SBm im Sternbild Pendeluhr am Südsternhimmel. Sie ist schätzungsweise 22 Millionen Lichtjahre von der Milchstraße entfernt und hat einen Durchmesser von etwa 20.000 Lichtjahren. Gemeinsam mit vier weiteren Galaxien bildet sie die IC 1954-Gruppe (LGG 93).

Im selben Himmelsareal befinden sich u. a. die Galaxien NGC 1356, IC 1947, IC 1950, IC 1968.
Das Objekt wurde am 14. Oktober 1898 von DeLisle Stewart entdeckt.